# 李绣至
李繡至（： I Suji；1998年3月20日—），前稱漢拏（[한라] 错误：{{Lang-xx}}：无效参数：|rm=（帮助）)，韩国女歌手、演員，為前Music K娛樂旗下的五人女子團體THE ARK的成員，現為APPLE OF THE EYE旗下女演員。2015年4月12日，以漢拏的身份在SBS《人氣歌謠》正式出道，在團體內擔任領舞、副唱與門面。
2016年8月25日，以秀智的身份成爲《偶像大师.KR》所推出的企划組合Real Girls Project的一員，在Mnet《M Countdown》出道，在團體內擔任主領舞、副唱、中心與門面。
2018年2月11日，在選秀節目《The Unit》的最後一集中，獲得第9名，進入期間限定團體UNI.T出道。
現以演員發展。

## 個人生活
李繡至於1998年3月20日在韓國釜山廣域市出生、但出身于大邱廣域市。家中有妹妹李智恩（音譯），排行老大，自童年就有當演員的夢想。2017年2月10日，于翰林藝術高中演藝科畢業。与MYTEEN的成員宋有彬為同班同學。
與GFRIEND的成員SinB和Umji為同歲朋友，並表示三人從練習生時期開始認識。而在11月4日，《The Unit》播出后，SinB和Umji在官方Instagram為繡至應援。2023年9月5日，在Instagram上宣布10月份結婚。

## 關於本名

### 藝名
李繡至的韓文名因與歌手兼演員裴秀智和喜劇演員李秀智撞名，為免混淆，因此李繡至將「Halla（漢拏）」設爲藝名。「Halla（漢拏）」這個名字含有拉住銀河（은하수를 끌어당기다）的意思，希望藉由這個名字，能讓漢拏成為融合複雜世界的愛與和平以及療癒的代表，非常有意義。
但在THE ARK解散後，開始以本名「繡至／秀智」作藝名，可見「Halla（漢拏）」已成舊藝名。

### 本名
李繡至在偶像大師.KR時期，曾以「李秀智」作爲官方用名。但2017年11月30日，經紀公司認證並正名為李繡至。

## 簡歷

### 出道前
李繡至在Music K娛樂到大邱挑選練習生時被選中，展開爲期兩年的練習生涯。
2014年11月5日，出演同公司前輩洪真英的音樂錄影帶《Cheer Up》。
2015年3月19日，Music K娛樂公開李繡至為THE ARK的成員。同时娛樂公開漢拏的概念照拍攝花絮及個人簡介。4月12日，以藝名漢拏與成員珉柱、Yuna Kim、有珍、Jane以THE ARK的身份在SBS《人氣歌謠》正式出道。

### 出道后
2016年5月，與成員Jane選拔于由日本授權予韓國所舉辦的《偶像大師》。8月24日，以本名繡至與成員Jane作爲韓國版的《偶像大師》的企劃團體Real Girls Project的其中一員出道。11月17日，參與韓國高考。
2017年4月28日，首部主演的電視劇《偶像大師.KR》首播。2017年9月16日，確認參與KBS《The Unit》。11月4日，以本名李繡至作爲前組合THE ARK成員的身份出演偶像重振計劃《The Unit》。
2018年2月11日，以第九名（60,954票）成爲最終出道組UNI.T的一員。

## 音乐作品

### OST
| 年份   | 歌曲發佈日期 | 專輯名稱                                   | 歌曲名稱                 | 合作藝人                   |
| 2017年 | 5月15日      | SBS funE《偶像大师.KR-追逐梦想》OST Part 1 | 《Memories（메모리즈）》 | 智元（Real Girls Project） |

### The Unit
仅列出参与录制的曲目
| 单曲# | 单曲资料                                                           | 曲目                |
| 1st   | 数位单曲《THE UNI+ - 마이턴 (My turn)》 - 发行日期：2017年10月13日 | 1. 마이턴 (My turn) |
| 2nd   | 数位单曲《THE UNI+ - Shine》 - 发行日期：2017年10月27日            | 1. Shine            |
| 3rd   | 数位单曲《THE UNI+ G STEP 1》 - 发行日期：2018年1月20日            | 1. 달콤해 (Sweet)   |
| 4th   | 数位单曲《THE UNI+ FINAL》 - 发行日期：2018年2月10日               | 1. TING 2. PRESENT  |

## 影視作品

### 網路劇
| 放送日期 | 播放平台／電視台 | 劇名         | 原文           | 角色       | 备注                   |
| 2020年   | YouTube tvN      | 《手工愛情》 | 핸드메이드러브 | Han SaRang | 首播 2021年1月24日播放 |
| 2022年   | YouTube          | 《甜瓜剧》   | 멜론드라마     | Oh Suji    | 2022年11月15日播放     |

### 電視劇
| 放送日期 | 電視台                    | 劇名                 | 角色   | 备注 |
| 2017年   | SBS funE SBS Plus SBS MTV | 偶像大师.KR-追逐梦想 | 李秀智 | 主演 |
| 2017年   | SBS funE SBS Plus SBS MTV | 偶像大师.KR-追逐梦想 | 李秀雅 | 客串 |

### 個人參演音樂錄影帶
- 依官方YOUTUBE上傳時間排序。

| 年份   | 發佈日期 | 歌曲名稱                             | 歌手             | 來源/備註     |
| 2014年 | 11月5日  | Cheer Up                             | 洪真英           | [ 22 ]        |
| 2015年 | 4月9日   | The Light(빛)                        | THE ARK          | [ 23 ]        |
| 2019年 | 5月10日  | Awesome Breeze (밤바람) (DRAMA ver.) | NC.A             | 與路雲（SF9） |
| 2022年 | 4月29日  | 뷰티풀 (Dad Suit)                    | 산체스 (Sanchez) | [ 25 ]        |

### Music Clip
- 依官方YOUTUBE上傳時間排序。

| 年份   | 發佈日期 | 歌曲名稱 | 演唱者      | 官方影片                                       |
| 2017年 | 5月14日  | Memories | 秀智 x 智元 | 《Memories》 Music Clip （页面存档备份，存于） |
| 2017年 | 5月22日  | ACACIA   | Red Queen   | 《ACACIA》 Music Clip （页面存档备份，存于）   |

## 綜藝作品

### 固定出演
| 放送日期                       | 電視台/節目名稱 | 备注   |
| 2017年10月28日 - 2018年2月10日 | KBS《The Unit》 | 參賽者 |

### 參與廣播節目
| 放送日期      | 電台      | 節目名稱      | 备注                                                                |
| 2021年1月20日 | Naver NOW | 《AvenGirls》 | 與SinB（GFRIEND）、勝寛（Seventeen）、雄宰（IMFACT）、文彬（Astro） |

## 主持作品

### 音樂節目
| 放送日期     | 電視台/節目名稱  | 备注   |
| 2017年8月4日 | KBS2《音樂銀行》 | 特别MC |

## 品牌代言

### 廣告代言
| 年份 | 種類     | 商品名稱                                | 合作藝人 | 备注/來源 |
| 2015 | 美妝     | 「So' Natural」                         | 不適用   | 模特      |
| 2018 | 餐飲     | 「A Twosome Place」                     | 金旭     | 宣傳      |
| 2019 | 餐飲     | 「MAXIM MOCHA GOLD MILD」               | 不適用   | 宣傳      |
| 2021 | 電子商務 | 「Coupang Eats Original」               | 不適用   | [ 30 ]    |
| 2021 | 能源     | 「韓國産業通商資源部」 「韓國能源公社」 | 不適用   | 公開廣告  |
| 2021 | 家電     | 「LG WHISEN系統空調」                   | 不適用   |           |
| 2021 | 軟體     | 「Adobe」                               | 不適用   | 廣告      |